# Васил Савчев
Васил Савчев Василев е български юрист, общественик и революционер, деец на Върховния македоно-одрински комитет.

## Биография
Васил Савчев е роден в Белоградчик 29 юни 1880 година. Заедно с братята си Никола Савчев (1870 – 1936), Георги Савчев (1883 – 1949) и Трифон Савчев (1887 – 1976) има голям принос в културното и общественото развитие на Белоградчик. По произход са от Бела. Завършва правни науки в Софийския университет през 1903 година.
Савчев е активен деец на Македонската организация. Делегат от Белоградчишкото дружество на Осмия македоно-одрински конгрес от април 1901 година. Заедно с брат си Никола Савчев, който по-късно става един от главните дейци на Радикалната партия, Васил Савчев се увлича от социалистическото движение в България. Пише в списание „Работнишко дело“. Делегат е на Белоградчишкото околийско учителско дружество „Раковски“ на Петия конгрес на Българския учителски съюз в 1899 година.
Поручик Савчев загива на 16 март 1913 година, адютант на 3-а дружина на 15-и пехотен Ломски полк. Той се тачи като един от най-големите герои на 15-и пехотен Ломски полк.